# Cour suprême du Belize
La Cour suprême de justice du Belize est l'un des trois types de tribunaux du Belize, les autres étant la Magistrates' court et la Cour d'appel. C'est une juridiction de première instance pour les affaires civiles et pénales, ainsi qu'une juridiction d'appel. Elle est régie par la loi sur la Cour suprême de justice (SCJA).

## Structure
La Cour suprême est composée de trois juges. En vertu du chapitre 7 de la Constitution du Belize, le juge en chef de la Cour suprême est nommé par le gouverneur général sur les conseils du Premier ministre. Ce dernier nomme directement les deux autres juges, connus sous le nom de juge puîné. La Cour suprême a eu des juges en chef non seulement originaires du Belize et d'autres pays des Caraïbes, mais aussi de pays aussi éloignés que la Sierra Leone (Abdulai Conteh), l'Ouganda (Samuel Awich, par intérim) et la Palestine (Taufik Cotran).
La section 40 de la SCJA divise le Belize en trois districts à des fins judiciaires, chacun étant composé de deux districts politiques. L'article 46 désigne le lieu où siège la Cour suprême dans chaque district. Les districts sont les suivants :
- Le Northern District, qui comprend le district de Corozal et le district d'Orange Walk ; la Cour suprême siège au palais de justice d'Orange Walk Town ;
- Le Central District, qui comprend le district de Belize et le district de Cayo ; la Cour suprême siège au palais de justice de Belize City et de Belmopan.
- Le Southern District, qui comprend le district de Stann Creek et le district de Toledo ; la Cour suprême siège au palais de justice des villes de Dangriga et de Punta Gorda.

La Cour suprême tient quatre sessions par an dans chacun des trois districts, soit un total de douze sessions.
Le plus haut tribunal d'appel était auparavant le Comité judiciaire du Conseil privé au Royaume-Uni ; cependant, le Belize a adopté la Cour caribéenne de justice à Trinité-et-Tobago comme juridiction de dernier recours en 2010.

## Premier palais de justice
Le premier palais de justice du Belize est conçu par Gustav Von Ohlafen et construit en 1818. C'est là que se tient la première séance de la Cour suprême. Entièrement construit en bois, il est détruit par un incendie le 17 août 1918. Le gouverneur général de l'époque, William Hart-Bennett, qui est venu apporter son aide pour éteindre l'incendie, est frappé par un mât et décède de ses blessures quelques jours plus tard. Un nouveau palais de justice en béton armé est construit en 1926 à Belize City.

## Liste des juges en chef du Belize
Les juges en chef depuis 1973 :
- Arthur Richard Franklin Dickson (1973-1974)
- Denis Malone (en) (1974-1979)
- George Moe (en) (1982-1985)
- George Brown (1985-1986), par intérim
- Taufik Cotran (1986-1990)
- George Brown (1991-1998)
- George Singh (en) (1998)
- Manuel Sosa (en) (1998-1999)
- Troadio Gonzalez (1999-2000), par intérim
- Abdulai Conteh (en) (2000-2010)
- Samuel Awich (2010-2011), par intérim
- Kenneth Benjamin (2011-2020)
- Michelle Arana (2020-2022), par intérim
- Louise Blenman (2022-en cours)